# مایرون شولز
مایرون شولز (به انگلیسی: Myron Scholes)

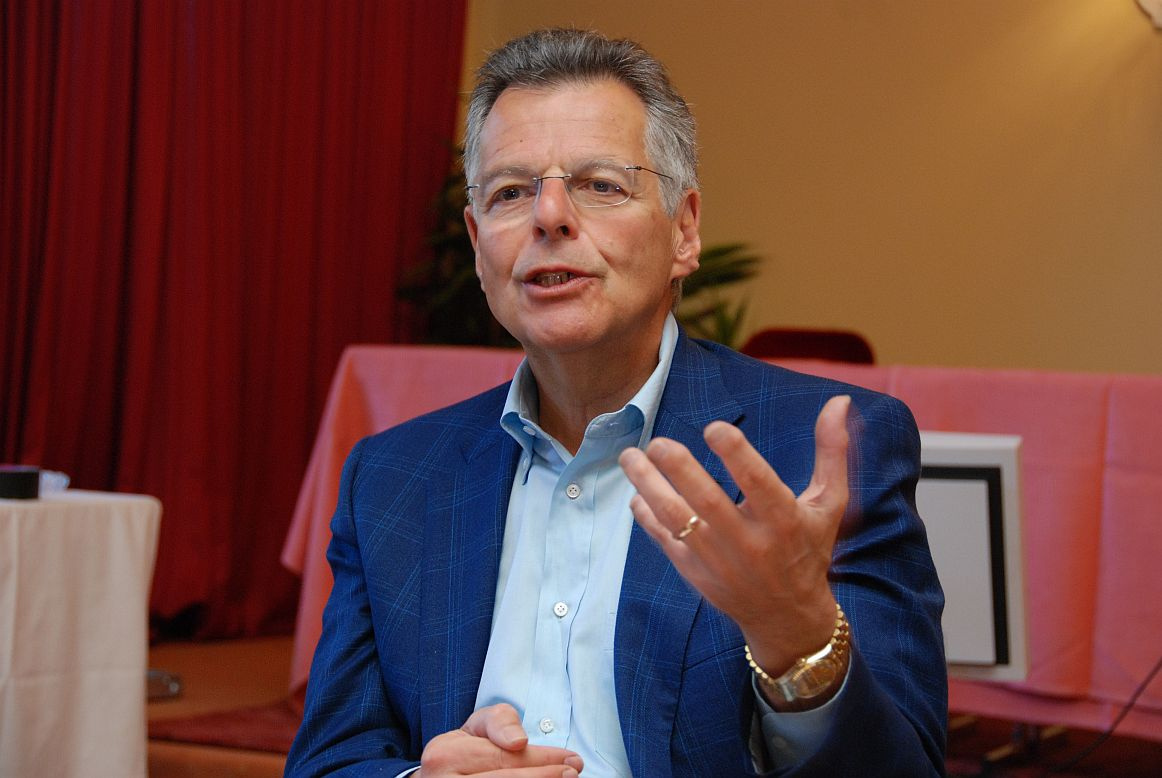
شولز در سال ۲۰۰۹

اقتصاددان کانادایی است که در سال ۱۹۹۷ موفق به دریافت جایزه نوبل اقتصاد شد.